# Mycomya neohyalinata
Mycomya neohyalinata es una especie de mosquito del género Mycomya, familia Mycetophilidae, orden Diptera.

## Distribución
Se distribuye por Europa: Finlandia, Noruega, Reino Unido, Estonia y Suecia.

## Taxonomía
Fue descrita por Väisänen en 1984.
Tratamiento taxonómico
La especie aparece registrada y publicada en A monograph of the genus Mycomya Rondani in the Holarctic region (Diptera, Mycetophilidae). Acta Zool. Fenn, 177.